# Camillo Pistrucci
Camillo Pistrucci (Roma, 11 febbraio 1856 – Roma, 27 settembre 1927) è stato un architetto italiano.

## Biografia
Camillo Pistrucci nacque a Roma nel 1856, figlio di Federico Maria Pistrucci e Maria Scarsella, in una famiglia di artisti e patrioti; lo zio era Benedetto Pistrucci, famoso incisore e scultore appartenente alla scuola dell'artista danese Bertel Thorvaldsen.
Frequentò dal 1873 l'Istituto di belle arti di Roma; dopo essersi diplomato in architettura nel 1877, ristrutturò un edificio in via degli Artisti e vi si trasferì. Insieme a Giuseppe Sacconi politico, architetto e suo ex compagno di scuola, già responsabile di importanti trasformazioni dell'assetto urbano di Roma, Pistrucci fu protagonista del rinnovo architettonico della Capitale. Nel 1883 sposò Emma Corteselli, dalla quale ebbe due figlie: Giorgia e Elisa. Dal 1891 al 1905 fu tra i fondatori dell'Associazione artistica tra i cultori dell'architettura e nel 1926 fu nominato "Socio di merito" dell'Accademia nazionale di San Luca. Nel 1890 a Torino partecipò alla I Esposizione italiana di architettura, vedendosi premiare con la medaglia d'argento. Morì a Roma il 27 settembre 1927.

## Opere
Ancora studente, nel 1876 concorse, senza vincere, alla gara per il progetto del nuovo Palazzo delle Esposizioni di Roma; nel 1880 partecipò alla V Esposizione di belle arti di Torino. Due anni dopo presentò i progetti per lo stabilimento Bocconi e per il Palazzo Bocconi di Roma. La prima opera importante da lui realizzata fu il Collegio Massimo alle terme di Diocleziano, oggi sede del Museo nazionale romano di palazzo Massimo; il primo progetto presentato nel 1883 fu respinto dal Comune di Roma che ravvide irregolarità rispetto al piano regolatore dell'Urbe, pertanto il progetto dovette essere revisionato e ripresentato. Dopo alcuni concorsi non vinti, tra cui quello per il Palazzo di Giustizia di Roma, nel 1887 realizzò in vicolo di San Francesco a Ripa nel rione Trastevere la Casa Pisani. Nel 1896 ristrutturò un edificio in via degli Artisti, a Roma, dove si trasferì con la famiglia.
Nel 1910 ricevette l'incarico di progettare la ricostruzione, in posizione traslata, del Palazzetto Venezia, nel frattempo demolito per permettere la risistemazione di Piazza Venezia per la valorizzazione del Vittoriano, quest'ultimo monumento progettato dall'amico Giuseppe Sacconi. Il risultato finale della ricostruzione del Palazzetto risultò discostarsi di molto dal progetto originale di Pistrucci, a causa di interventi in corso d'opera di un altro architetto, Ludovico Baumann, che contemporaneamente lavorava al progetto e che godeva della fiducia del governo austro-ungarico, proprietario dell'immobile. Pistrucci, nelle sue memorie, ebbe da lamentarsi dei molti errori ed estemporanee libertà prese, contro il suo volere, durante i lavori e che restituirono un risultato ben diverso da quanto da lui progettato.
Nel 1911 realizzò, sempre a Roma, il villino Chiovenda nel Rione Campo Marzio, nel 1915 il restauro del palazzo Lancellotti e nel 1924 l'allargamento del villino Cappellini-Washington sulla via Aurelia.